# Ixtlahuaca (region)
Ixtlahuaca (spanska: Región VI Ixtlahuaca) är en region i delstaten Mexiko bildad 2015. Den gränsar till regionerna Valle de Bravo i väst, Atlacomulco i norr, Cuautitlán Izcalli, Naucalpan och Lerma i ost samt Toluca i syd.
Kommunen Ixtlahuaca tillhörde tidigare regionen Atlacomulco, innan regionen Ixtlahuaca bildades.

## Kommuner i regionen
Regionen består av sex kommuner (2020).
- Almoloya de Juárez
- Ixtlahuaca
- Jiquipilco
- Otzolotepec
- San Felipe del Progreso
- Temoaya